# 淨名大寂
淨名大寂（1974年—），俗姓彭，臺灣人。
大寂禪師於2011年參加由惠忠禪師主持的三日禪修，自此在惠忠禪師座下精進參究，於2014年見自本心、2015年被交付為首座，同年9月正式成立花蓮縣祖師禪學會，協助宏揚祖師禪法。2020年6月27日，在桃園雙林精舍，惠忠禪師主持韓國臨濟宗第四十三代傳法儀式，將臨濟法脈正式傳給淨名大寂禪師，傳法偈曰：「無同別，無家風；無文印，付大寂。」大寂禪師受法後，於臺灣花蓮縣祖師禪學會繼續指導學人參究公案。